# Щуко Марина Володимирівна
Марина Володимирівна Щуко (1915—1979) — радянська актриса театру. Народна артистка Російської РФСР (1974). Почесний громадянин міста Вологди (1972).

## Біографія
Марина Щуко народилася 11 (24) жовтня 1915 в Петрограді в родині архітектора  Володимира Щуко. Першу роль вона зіграла на квартирі Олексія Толстого в домашньому спектаклі «Бармалей», в якому дорослим партнером малюків був Корній Чуковський. Кілька разів маленьку актрису запрошували на дитячі ролі до  ЛАТД імені О. С. Пушкіна.
У 1932 році Марина Щуко вступила до театрального училища при Ленінградському Великому драматичному театрі (ВДТ). Після його закінчення з 1936 по 1939 роки працювала в Мурманській філії ВДТ. Потім в Ленінградському театрі естради і мініатюр (1939—1940).
Німецько-радянська війна застала актрису у Виборзі, де вона грала в місцевому театрі (1940—1941). У складі концертної бригади виїжджала в діючу армію. Незабаром Виборзький театр був евакуйований на Урал, але Щуко через хворобу сина залишилася в Ленінграді, звідки наприкінці 1941 року була направлена до трупи міського драматичного театру міста Кізел, а в 1944 році — до обласного драматичного театру міста Молотова (зараз Перм). І знову Марина Щуко з концертною бригадою виїжджала на фронт. З частинами 1-го Українського фронту пройшла Польщу і частину Німеччини.
Після війни актриса працювала в обласних драматичних театрах Смоленська (1945—1948), Омська (1948—1953) і Пензи (1953—1954).
З 1954 по 1979 роки актриса виступала на сцені Вологодського обласного драматичного театру.
З 1970 по 1978 роки Марина Щуко очолювала Вологодське відділення Спілки театральних діячів РРФСР, була членом президії обласного Комітету захисту миру, неодноразово обиралася депутатом обласної та міської Рад народних депутатів.
Померла Марина Щуко 30 вересня 1979 року у Вологді.

## Ролі в театрі
- «Російські люди» К. М. Симонова — Валя
- «Нашестя» Л. М. Леонова — Аниська
- «Обрив» І. О. Гончарова — Марфа Василівна
- «Прибуткове місце» О. М. Островського — Поліна
- «Вовки і вівці» О. М. Островського — Глафіра
- «Мертві душі» М. В. Гоголя — Настасья Петрівна Коробочка
- «Вишневий сад» А. П. Чехова — Любов Андріївна Раневська
- «Міщани» М. Горького — Килина Іванівна
- «Молода гвардія» О. О. Фадєєва — Любов Шевцова
- «Любов Ярова» К. А. Треньова — Дунька
- «Історія одного кохання» К. М. Симонова — Катя
- «Пігмаліон» Б. Шоу — Еліза
- «Тартюф» Мольєра — Доріна
- «Пані міністерша» Б. Нушича — Живка
- «Сцени з районної життя» В. І. Бєлова — Секлетинья
- «Над світлою водою» В. І. Бєлова — Трефена
- «Останній термін» В. Г. Распутіна — Ганна

## Нагороди та звання
- народна артистка РРФСР (1974)
- заслужена артистка РРФСР (1961)
- Державна премія РРФСР імені К. С. Станіславського (1978) — за виконання ролі бабусі Ганни у виставі «Останній строк» за В. Г. Распутіним
- орден «Знак Пошани»
- медаль "За доблесну працю у Великій Вітчизняній війні 1941—1945 рр .. "
- медаль "За перемогу над Німеччиною у Великій Вітчизняній війні 1941—1945 рр .. "

У 1972 році Щуко Марині Володимирівні за велику роботу з розвитку міського господарства, комуністичному вихованню трудящих, активну участь у громадському житті та у зв'язку з відзначенням 825-річчя міста присвоєно Звання Почесного громадянина міста Вологди.

## Пам'ять

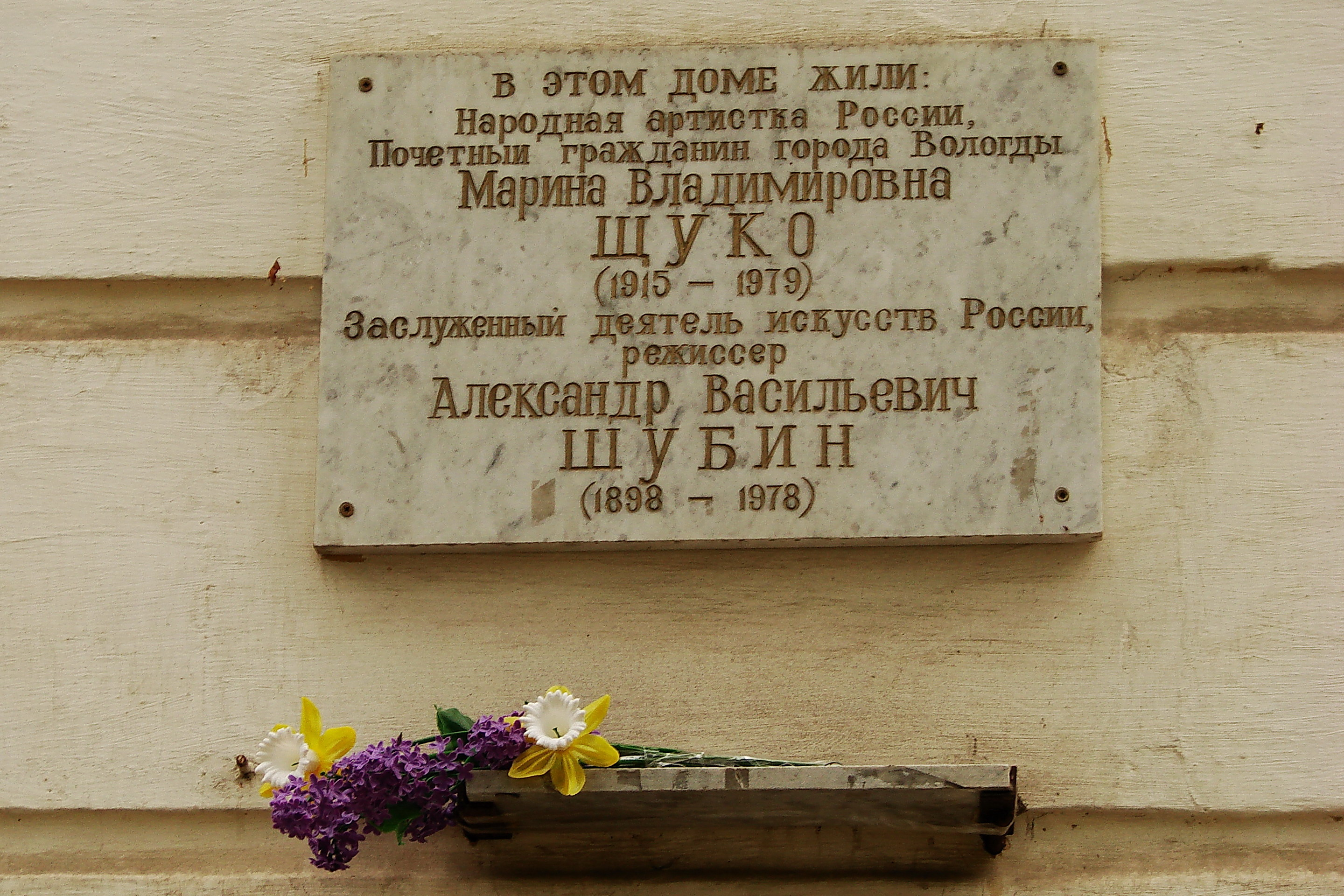

У Міжнародний день театру, 27 березня 1988 року, на будинку по Радянському проспекту, 24, в якому Марина Володимирівна Щуко жила з моменту переїзду до Вологди, була встановлена меморіальна дошка.
У 1995 році правління Вологодського відділення Спілки театральних діячів Росії ухвалило рішення про присвоєння професійної премії імені народної артистки РРФСР М. В. Щуко «Найкраща жіноча роль». Її вручення відбувається щороку в Міжнародний день театру.